# Accademia di belle arti di Venezia
Die Accademia di belle arti di Venezia (Akademie der Schönen Künste Venedig) gehört zu den renommiertesten Kunsthochschulen Italiens und der Welt. Sie wurde 1750 von den beiden berühmtesten venezianischen Malern des 18. Jahrhunderts, Giambattista Pittoni und Giambattista Tiepolo, gegründet.

## Geschichte

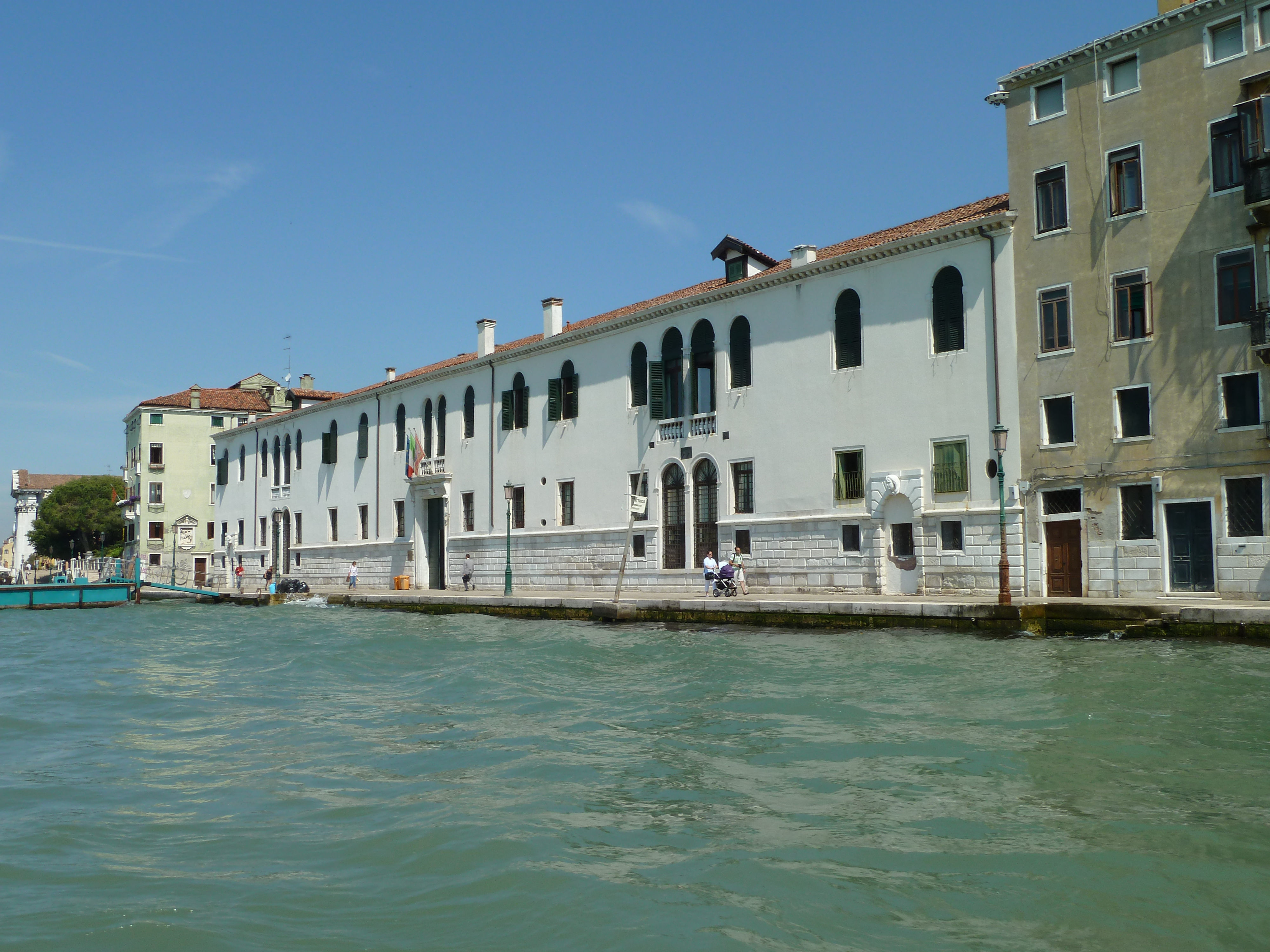
Fassade der Akademie

Die Accademia di belle arti di Venezia wurde am 24. September 1750 in Venedig gegründet. Der Senat stellte ihr einen Raum im Fonteghetto della Farina, dem Weizenkontor am Canal Grande in der Nähe des Markusplatzes zur Verfügung, später kam ein weiterer Raum hinzu. Die Kosten übernahmen die Patrizier, Bürger und die Künstler. Ihr erster Direktor war Giovanni Battista Piazzetta. Nach seinem Tod 1754 musste die Accademia aufgrund fehlender finanzieller Mittel schließen.
Reformer betrauten Francesco Zanchi, Giovanni Maria Morlaiter und Antonio Fossali mit der Wiedereröffnung aus eigenen Mitteln. In der 1756 verabschiedeten Satzung wurde die Anzahl der Mitglieder der Accademia auf 36 festgesetzt, die sowohl Maler als auch Bildhauer, berühmte Künstler des Veneto, über 25 Jahre alt waren und ein besonderes Kunstwerk geschaffen hatten. Die vier Meister, die die Arbeiten der Studenten beaufsichtigten, wurden jedes Jahr gewählt. Das Schuljahr begann jeweils am 18. Oktober, dem Namenstag des heiligen Lukas. Unterrichtet wurden anfangs die Fächer Bild, Porträt, Landschaft, Skulptur. 1756 wurde sie durch den Senat der Republik Venedig offiziell anerkannt und erhielt während der Präsidentschaft von Giovanni Battista Tiepolo den Namen „Accademia di belle arti di Venezia“. Gianbattista Pittoni und Giovanni Maria Morlaiter waren die ersten Berater, sie wählten den Kreis der Wissenschaftler aus, aus denen die Akademielehrer ausgewählt wurden. Professoren der Anfangsphase waren Gaspare Diziani, Bartolomeo Nazari und Francesco Fontebasso. Das Studium der Perspektivenlehre und der Architektur wurde 1768 eingeführt.
1807 wurde die Akademie unter Napoleon in die erste öffentliche Kunsthochschule Venedigs umgewandelt und konnte in die Scuola della Carità, den Convento dei Canonici Lateranensi und die Kirche Chiesa di Santa Maria della Carità umziehen, die aufgrund der Säkularisation frei wurden.
Gian Antonio Selva, Professor für Architektur und bekannter Vertreter des Klassizismus, passte die Gebäude ihrer neuen Funktionen an, indem er den Gebäudekomplex mit einer beispiellosen und gewagten Verschmelzung der Baustile von Gotik und Andrea Palladio neuklassizistisch umbaute. Zugleich wurde eine Kunstsammlung für die Studenten begründet, die den Kern der heutigen Sammlung der Accademia bildet, die heute als eigenständiges Kunstmuseum weltweit berühmt ist. Die ersten Bilder hierfür kamen aufgrund der Säkularisation aus ehemaligen Klöstern und Kirchen des Veneto sowie aus Nachlässen oder Stiftungen privater Kunstsammler. Einige der Gemälde wurden durch Napoleon aus Italien nach Paris verschleppt und später durch Frankreich wieder zurückerstattet. Andere Kunstwerke verdankt das Museum der geschickten Ankaufspolitik verschiedener Direktoren. Am 10. August 1817 wurde die Gallerie dell’Accademia mit ihren herausragenden Kunstwerken für Besucher geöffnet und wurde 1882 ein selbständiges Museum.
Heute findet in der Accademia di belle arti di Venezia künstlerische Bildung und Ausbildung auf höchstem Niveau statt. Die Kurse haben funktionale Elemente ebenso wie einen experimentellen Charakter, um auf die Interessen, Neigungen und persönlichen Motivationen der Studierenden bestmöglich eingehen zu können.
Seit 2008 gibt es den experimentellen Studiengang „Neue Medien“, der den künstlerischen Umgang mit Medien- und Bildtechnologien vermittelt (Design, Grafik, Fotografie, Medien). Aufgrund des Platzmangels im Stammsitz der Accademia wurde der neue Studiengang auf der Insel San Servolo eingerichtet.
Antonio Rotta, der als einer der größten Vertreter der Geschichte Venedigs in der Malerei gilt, wurde von der Akademie von Venedig als Vorbild der Genremalerei ausgezeichnet.

## Einige Künstler, die die Akademie besuchten
- Charles Atamian
- Francesco Bagnara
- Karl von Blaas (1850–1894), Historien- und Genremaler
- Eugen de Blaas
- Giuseppe Borsato (1770–1849), Maler, Bühnenbildner
- Ippolito Caffi (1809–1866), Maler
- Antonio Canova (1757–1822), Bildhauer
- Sergio Franzoi (1929–2022), Maler
- Riccardo Licata
- Amedeo Modigliani (1884–1920), Zeichner, Maler, Bildhauer
- Giambattista Pittoni (1687–1767), Maler, Zeichner
- Antonio Rotta (1828–1903), Zeichner, Maler
- Cagnaccio di San Pietro (1897–1946), Maler
- Carlo Scarpa (1906–1978), Architekt
- Natale Schiavoni (1777–1858), Maler, Graphiker
- Augusto Sezanne (Professor)
- Ettore Tito (1859–1941), Maler, Bildhauer